# Kaj Erik Jensen
Pour les articles homonymes, voir Jensen.
Kaj Erik Jensen (né le 19 février 1942 à Fyn et mort le 29 novembre 2016) est un coureur cycliste danois. Il a notamment été champion du monde de poursuite amateur en 1962.

## Palmarès sur piste

### Championnats du monde
- Milan 1962
  -  Champion du monde de poursuite amateurs
  -  Médaillé d'argent de la poursuite par équipes amateurs

### Championnats nationaux
- Champion du Danemark de poursuite en 1963
- Champion du Danemark de poursuite par équipes en 1965 (avec Erik Hansen, Jørgen Lønsmann et Ove Petersen)

## Palmarès sur route
- 1959
  -  Champion du Danemark du contre-la-montre juniors